# بورتيكو إي سان بنديتو
بورتيكو إي سان بنديتو (بالإيطالية: Portico e San Benedetto)‏ هي بلدية في مقاطعة فورلي تشيزينا في إقليم إميليا رومانيا الإيطالي.

## السكان
في سنة 1861 بلغ عدد السكان 2٬506 نسمة، وتطور العدد ليصل في سنة 2011 لـ 769 نسمة.
يظهر هذا المخطط البياني تطور النمو السكاني لـ بورتيكو إي سان بنديتو